# Сергазин, Файзулла Сергазинович
Файзулла Сергазинович Сергазин (1910, ныне колхоз «Кызыл-Тан», Атбасарский уезд, Акмолинская область, Российская империя — 26 марта 1971) — советский партийный и государственный деятель Казахской ССР.

## Биография
В 1936 г. окончил Московский горный институт (сегодня — Горный институт НИТУ «МИСиС») по специальности «разработка пластовых месторождений», в 1952 г. — Академию угольной промышленности.
Трудовую деятельность начал начальником участка на шахте имени Калинина.
В 1938—1942 гг. — главный инженер шахты «Федоровский пласт».
В 1942—1949 гг. — главный инженер управления открытых работ, затем — главный инженер треста «Карагандауглеразрез».
В 1952—1957 гг. — управляющий угольным трестом «Ленинуголь».
В 1957—1963 гг. — первый заместитель председателя совнархоза Карагандинского экономического района,
в 1963—1964 гг. — председатель Карагандинского промышленного облисполкома.
Затем — первый заместитель начальника, а затем заместитель начальника управления угольной промышленности КазССР по капитальному строительству.

## Награды и звания
Награждён орденами Трудового Красного Знамени и «Знак Почета», четырьмя медалями и многими грамотами.
Отмечен ведомственным знаком «Шахтерская слава» второй степени. Заслуженный шахтер Казахской ССР.